# 戈爾韋主教座堂

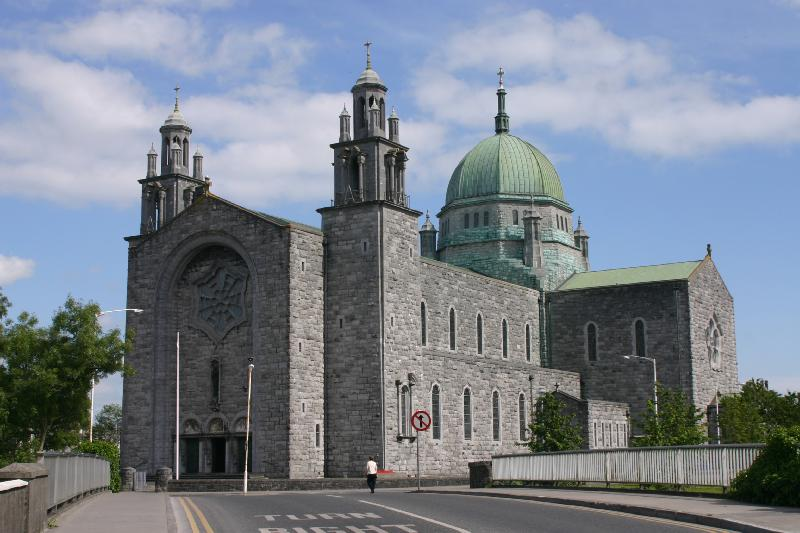

戈爾韋主教座堂（英語：Cathedral of Our Lady Assumed into Heaven and St Nicholas, Galway），也稱聖母蒙召升天和聖尼各老主教座堂，是位於愛爾蘭共和國城市戈爾韋的一座羅馬天主教教堂，是戈爾韋規模最大最醒目的建築之一。戈爾韋主教座堂開始修建於1958年，在1965年竣工。教堂獻給聖母瑪利亞和聖尼各老。

## 外部連結
- Galway Cathedral website （页面存档备份，存于）
- Galway Cathedral Recitals website （页面存档备份，存于）

53°16′31″N 9°03′27″W / 53.27528°N 9.05750°W